# Chamaecrista pedicellaris
Chamaecrista pedicellaris är en ärtväxtart som först beskrevs av Dc., och fick sitt nu gällande namn av Nathaniel Lord Britton. Chamaecrista pedicellaris ingår i släktet Chamaecrista och familjen ärtväxter. IUCN kategoriserar arten globalt som livskraftig.

## Underarter
Arten delas in i följande underarter:
- C. p. adenosperma
- C. p. pedicellaris